# آدبان
آدبان یا انجمن ملی آدبان (انگلیسی: Audubon) یک سازمان محیط زیست غیرانتفاعی آمریکایی است که به حفاظت از پرندگان و زیستگاه آنها اختصاص دارد. آدبان در ایالات متحده واقع شده و در سال ۱۹۰۵ تأسیس شد، آدبان یکی از قدیمی‌ترین سازمان‌ها در جهان است. البته دیگر انجمن‌های آدبان کاملاً مستقل در ایالات متحده وجود دارند که چندین سال قبل از آن تأسیس شده‌اند، مانند انجمن آدبان ماساچوست و انجمن آدبان کنتیکت.
این انجمن نزدیک به ۵۰۰ بخش محلی دارد که هر یک از آنها یک سازمان غیرانتفاعی مستقل 501(c)(۳) است که داوطلبانه به انجمن ملی آدبان پیوسته‌است. آنها اغلب سفرهای میدانی پرنده‌نگری و فعالیت‌های مربوط به حفاظت محیط زیست را سازماندهی می‌کنند. همچنین شمار پرندگان کریسمس را که هر ماه دسامبر در ایالات متحده برگزار می‌شود، یک مدل از دانشوری شهروندی، با مشارکت آزمایشگاه پرنده‌شناسی کرنل، و شمار پرندگان حیاط خلوت بزرگ هر فوریه، هماهنگ می‌کنند. آدبان همراه با دانشگاه کرنل، ای‌برد را ایجاد کرد که یک پایگاه داده آنلاین برای مشاهده پرندگان است. انجمن ملی آدبان همچنین دارای شرکای جهانی زیادی برای کمک به پرندگانی است که به خارج از مرزهای ایالات متحده مهاجرت می‌کنند، از جمله انجمن جهانی پرندگان مستقر در بریتانیا، بردز کندا، آمریکن برد کانسرونسی، و شرکای بسیاری در آمریکای لاتین و در دریای کارائیب. برنامه اتحاد بین‌المللی آدبان (IAP) مردم را در سراسر نیم‌کره غربی گرد هم می‌آورد تا برای اجرای راه‌حل‌های حفاظتی در مناطق مهم پرندگان (IBA) با یکدیگر همکاری کنند.